# Мухадов, Сулейман Чарыярович
Сулейман Чарыярович Мухадов (туркм. Süleýman Çariýarowiç Muhadow; 24 декабря 1993, Ашхабад) — туркменский футболист, нападающий клуба «Алай». Выступал за национальную сборную Туркменистана.

## Клубная карьера
Воспитанник футбольной школы «Олимп» Ашхабад. Сын известного в прошлом туркменского нападающего — Чарыяра Мухадова.
Начал карьеру в ашхабадском МТТУ. В 2013 году победил в Суперкубке Туркменистана, затем в турнире «Eskişehir Cup 2013». В конце сезона завоевал золотые медали чемпионата Туркменистана, по итогам сезона, стал вторым лучшим бомбардиром чемпионата Туркменистана (23 гола). В 2014 году дебютировал в Кубке президента АФК, в пером же матче отметился дублем в ворота китайского клуба «Татунг», после поразил ворота «Римёнсу», в третьем матче снова ометился дублем в матче против «Церес». 7 июня 2014 года оформил пента-трик в ворота «Дашогуза» в рамках Чемпионата Туркменистана. В заключительной стадии Кубка президента АФК 2014 оформил хет-трик, забив «Manang Marshyangdi Club» (3:1) и дубль в матче против «Sri Lanka Air Force» (2:1). В финале кубка забил победный гол корейскому «Римёнсу» (2:1) и впервые завоевал трофей, а также был признан MVP турнира и лучшим бомбардиром (11 голов).
В 2015 году перешёл в ашхабадский «Алтын Асыр», 10 февраля 2015 года дебютировал за клуб в Кубке АФК. В первом же матче Чемпионата Туркменистана отметился голом в ворота «Хазыны». В октябре забил 2 гола в матче за Суперкубок Туркменистана 2015, был обыгран «Ахал» (3:0). По итогам сезона стал вторым лучшим бомбардиром чемпионата Туркменистана, в общей сложности за 2015 год забил 40 голов в различных турнирах (Чемпионат Туркменистана — 29, Кубок Туркменистана — 8, Суперкубок Туркменистана — 2, отборочный турнир на Чемпионат мира 2018 — 1). В составе «Алтын Асыра» стал чемпионом Туркменистана 2015 и обладателем Кубка Туркменистана 2015.
В январе 2019 года находился на просмотре в таджикского «Истиколе».
В августе 2019 года был дисквалифицирован на четыре года.
В начале марте 2023 года заключил контракт с «Худжандом», но в конце месяца стало известно, что игрок будет выступать за другой таджикский клуб — «ЦСКА-Памир». Расположение команды покинул в июле 2023 года. Следующим клубом Мухадова стал бишкекский «Дордой».
В июле 2024 года заключил полугодичный контракт с ошским «Алаем». Дебют в составе команды состоялся в игре 16-го тура против «Дордоя» (0:0).

## В сборной
Дебютировал за сборную Туркменистана в октябре 2012 года в матче против Вьетнама. 28 октября 2012 года забил свой первый гол Лаосу.
Участвовал в Кубке Содружества 2013 за молодёжную сборную Туркменистана.

## Достижения

### Командные
МТТУ
- Чемпион Туркменистана: 2013
- Суперкубок Туркменистана: 2013
- Кубок президента АФК: 2014

«Алтын Асыр»
- Чемпион Туркменистана: 2015
- Суперкубок Туркменистана: 2015
- Кубок Туркменистана: 2015

### Личные
- Лучший бомбардир Кубка президента АФК: 2014
- Обладатель приза «Самый ценный игрок Кубка президента АФК»: 2014